# Constantino Lips
Constantino Lips (em grego: Κωνσταντίνος Λίψ; m. 20 de agosto de 917) foi um aristocrata e almirante bizantino que viveu no final do século IX e começo do X. Foi morto em 917 na Batalha de Anquíalo contra a Bulgária. Ele é mais notável por sua fundação do convento que leva seu nome em Constantinopla. Constantino teve um filho, o patrício Bardas Lips, que estava envolvido em uma conspiração contra o imperador Romano II (r. 959–963) em 962. É também o último representante conhecido da família Lips.

## Biografia

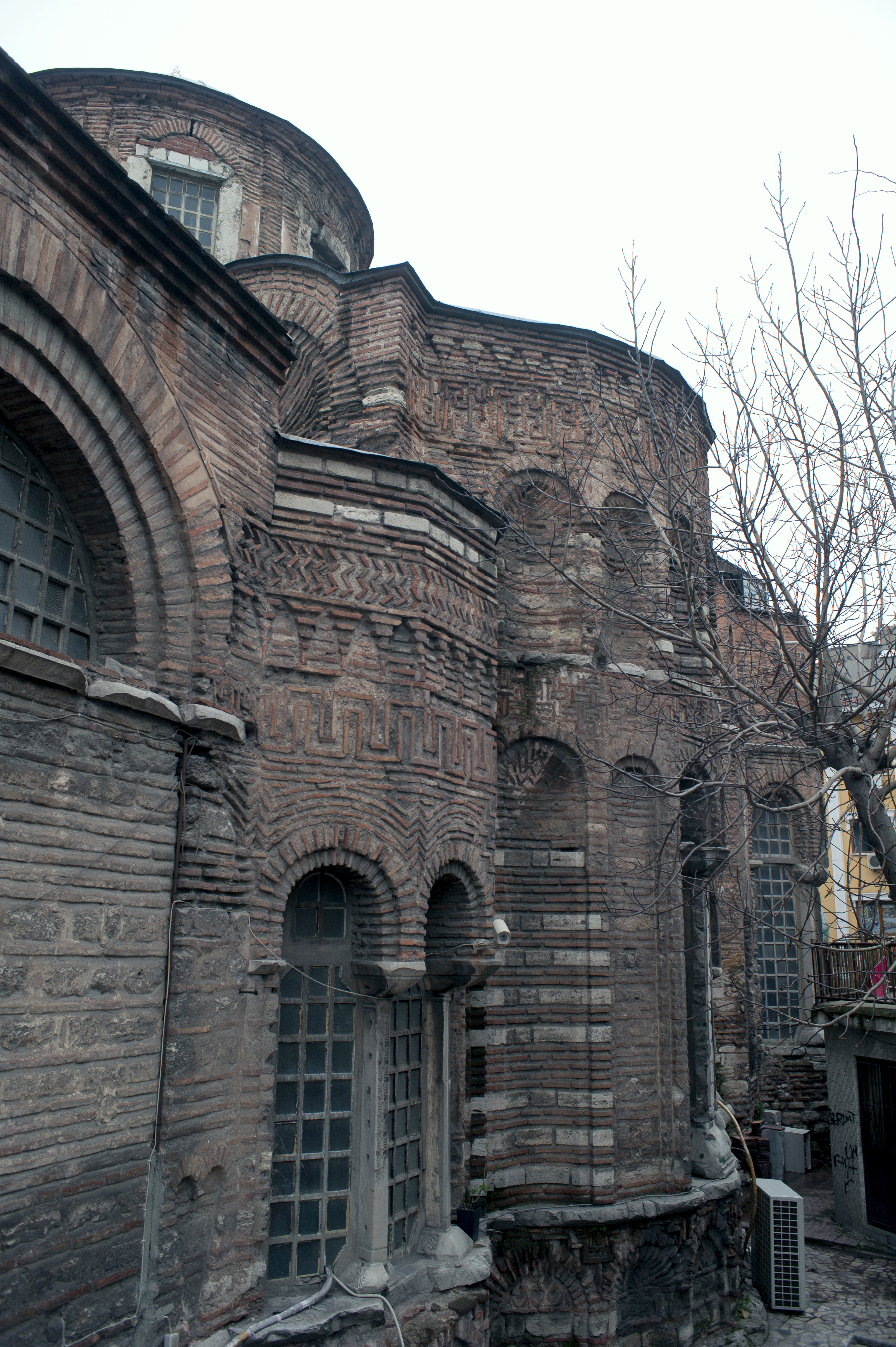
Mesquita de Fenari Issa

Os fatos sobre a vida de Constantino são confusos e sujeitos a conjectura. Sabe-se que no tempo do imperador Leão VI, o Sábio (r. 886–912) restaurou um mosteiro próximo da Igreja dos Santos Apóstolos que hoje em dia é identificado como a Mesquita de Fenari Issa por conta de uma inscrição parcial comemorando a dedicação à Teótoco. A data da inauguração é tradicionalmente colocada em 907/908. Ele também participou do fracassado golpe do proeminente general Constantino Ducas contra o infante Constantino VII (r. 913–959) em julho de 913, após a morte do irmão e sucessor de Leão, o imperador Alexandre (r. 912–913). Como resultado, vários nobres que tinha sido ou eram suspeitos de estarem envolvidos no golpe foram executados, enquanto outros fugiram da cidade, entre eles Constantino Lips. Em 20 de agosto de 917, ele caiu na batalha de Anquíalo lutando contra as forças búlgaras de Simão I (r. 893–927).

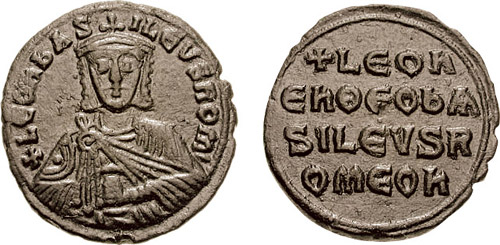
Fólis de r.

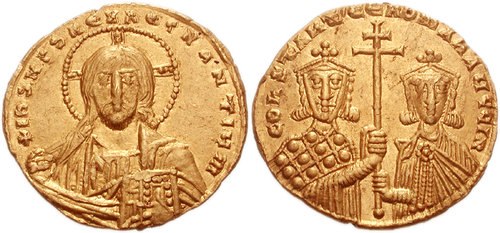
Soldo de r. e Romano II r.

É também equacionado por estudiosos modernos com duas outras pessoas chamadas Lips, cujas atividades se acredita terem sido erroneamente pós-datadas. O primeiro é recordado pelo imperador Constantino Porfirogênito como tendo ostentado o título de protoespatário e o posto cortesão de doméstico do hipurgia (hypourgia; assistente chefe do mestre da mesa), depois (provavelmente na tentativa de golpe em 913) tornou-se patrício e grande heteriarca. Ele também atuou em diversas ocasiões como emissário imperial à Gregório I, o governante do principado armênio de Taraunitis. Em sua primeira embaixada, retornou com Asócio III, o filho de Gregório, que foi recebido por Leão e nomeado protoespatário.
Lips acompanhou Asócio de volta a seu pai e retornou com o irmão de Gregório, Apoganem, que também recebeu o título de protoespatário. Constantino o acompanhou em sua viagem de volta. Quando Apoganem retornou a Constantinopla anos depois, organizou-se seu casamento com a filha Constantino, mas o matrimônio nunca se concretizou pela morte do primeiro. Em outra missão logo depois, Lips persuadiu o próprio Gregório a visitar a cidade, onde foi prodigamente recebido e adquiriu a dignidade suprema de magistro e o título de estratego de Taraunitis. Após uma estada prolongada, foi escoltado para seus domínios por Lips.
O posterior Pátria de Constantinopla também refere-se a um Lips, patrício e drungário da Marinha bizantina, que estabeleceu um mosteiro e uma casa de hóspedes durante o reinado do imperador Constantino VII Porfirogênito, mas é impossível dizer com certeza se este é a mesma pessoa. Constantino Lips teve um filho, o patrício Bardas Lips, que esteve envolvido em uma conspiração contra o imperador Romano II (r. 959–963) em 962. Ele é também o último membro representativo da família Lips.